# دوروژنویه (شهرستان کمین)
دوروژنویه (به لاتین: Dorozhnoye) یک منطقهٔ مسکونی در قرقیزستان است که در شهرستان کمین واقع شده‌است. دوروژنویه ۲۲۰ نفر جمعیت دارد و ۱٬۲۰۰ متر بالاتر از سطح دریا واقع شده‌است.